# UFC 193
UFC 193: Rousey vs. Holm foi um evento de artes marciais mistas promovido pelo Ultimate Fighting Championship, ocorrido em 14 de novembro de 2015 em Melbourne, Australia e bateu o record de público presente num evento com mais de 56.000 pessoas no Etihad Stadium.
 A ocasião foi marcada pelo fim do reinado da até então campeã invicta e maior nome de MMA feminino no mundo, a americana Ronda Rousey que sofreu um nocaute fantástico da desafiante  Holly Holm.

## Background
O evento foi o primeiro do UFC a acontecer na cidade de Melbourne.
O evento teria como luta principal, a disputa do Cinturão Meio Médio do UFC entre o campeão Robbie Lawler e o desafiante Carlos Condit. No entanto, uma lesão obrigou Lawler a se retirar da luta, e o UFC colocou a luta pelo Cinturão Peso Galo do UFC entre a atual campeã Ronda Rousey , e a desafiante Holly Holm como evento principal.
A luta pelo Cinturão Peso Palha Feminino do UFC entre a campeã Joanna Jędrzejczyk e a desafiante Claudia Gadelha aconteceria no UFC 195. No entanto, uma lesão tirou Gadelha da luta e ela foi substituída por Valérie Létourneau. A luta entre Jędrzejczyk e Létourneau foi movida para esse evento.
Os brasileiro William Macario e Ricardo Abreu eram esperados para enfrentar Brendan O'Reilly e Daniel Kelly respectivamente no evento. No entanto, ambos lutadores se retiraram da luta no fim de Setembro citando lesões e foram substituídos por James Moontasri e Steve Montgomery.
Michael Bisping era esperado para enfrentar Robert Whittaker no evento. No entanto, Bisping se retirou da luta em 30 de Setembro citando uma lesão no cotovelo e foi substituído por Uriah Hall, que aceitou a luta em cima da hora, alguns dias após derrotar Gegard Mousasi.

## Card Oficial
Nota 1 Pelo Cinturão Peso Galo Feminino do UFC..

Nota 2 Pelo Cinturão Peso Palha Feminino do UFC.

## Bônus da Noite
Os lutadores receberam $50.000 de bônus
- Luta da Noite:  Ronda Rousey vs.  Holly Holm
- Performance da Noite:  Holly Holm e  Kyle Noke

## Ligações Externas
UFC 193 Live Stream
1. ↑  Nota 1
2. ↑  Nota 2